# Ácido diaminopimélico
Diaminopimelic acid (DAP) é um aminoácido não proteinogénico, que é um derivado do carboxilo epsilon da lisina.
DAP é uma característica de certas paredes celulares de algumas bactérias. Quando se lhes proporciona este aminoácido a estas bactérias, crescem normalmente, mas quando há deficiência dele, crescem mas sem poder formar uma nova parede de peptidoglicano.
Este é também o ponto de união da lipoproteína de Braun.